# بروسبريداد
بروسبريداد (بالإنجليزية: Prosperidad, Agusan del Sur) هي بلدية في الفلبين تقع في الفلبين في أغوسان ديل سور.  يقدر عدد سكانها بـ 76,628 نسمة ومساحتها 505.15 كم2 .